# (32490) 2000 UU27
2000 UU27 (asteroide 32490) é um asteroide da cintura principal. Possui uma excentricidade de 0.03761670 e uma inclinação de 11.53310º.
Este asteroide foi descoberto no dia 25 de outubro de 2000 por LINEAR em Socorro.